# Nighthawk (Comicserie)
Nighthawk (engl. Nachtfalke) ist der Titel einer Reihe von Westerncomics die der US-amerikanische Verlag DC-Comics seit 1948 in unregelmäßiger Abfolge veröffentlicht.
Die Nighthawk-Comics handeln von den Abenteuern eines Cowboys namens Hannibal Hawkes der gemeinsam mit seinem Freund Jim Peyton allerlei dem Westerngenre übliche Abenteuer erlebt. Die erste Geschichte der Reihe erschien in Western Comics #5 von 1948. Bis in die 1980er Jahre erschienen Nighthawk-Geschichten in verschiedenen Westerntiteln des Verlages. Die Reihe endete mit Nighthawks Ermordung durch seine Erzfeindin Matilda Roderic.